# 4867 Polites
4867 Polites eller 1989 SZ är en trojansk asteroid i Jupiters lagrangepunkt L5. Den upptäcktes 27 september 1989 av den amerikanska astronomen Carolyn S. Shoemaker vid Palomar-observatoriet. Den är uppkallad efter Polites i den grekiska mytologin.
Asteroiden har en diameter på ungefär 57 kilometer.